# Laurie Anderson
Per altres persones, veure Laurie Anderson (disambiguation).

Laura Phillips "Laurie" Anderson (Glen Ellyn, Illinois, Estats Units, 5 de juny de 1947) és una músic, artista avant-garde i cineasta. La seva obra s'estén en els camps de l'art performàtic, la música pop i projectes multimèdia. Inicialment violinista i escultora, Anderson persegueix una varietat de projectes d'art performàtic a Nova York a la dècada dels 70, especialment enfocats al llenguatge, la tecnologia i la imatge visual. La seva cançó "O Superman" va ser número dos en les llistes de singles de 1981 al Regne Unit.
El seu àlbum debut Big Science fou llençat el 1982 i desde llavors ha tret un nombre significatiu d'àlbums d'estudi i de directes. L'any 1982 va dirigir i aparèixer en la pel·lícula concert Home of the Brave. Anderson també ha experimentat amb obres teatrals i documentals, doblatge, instal·lacions artístiques i un CD-ROM.
És considerada pionera en música electrònica i ha inventat diversos aparells musicals que fa servir en les seves gravacions i actuacions artístiques.

## Vida primerenca i educació
Laura Phillips Anderson va néixer a Glen Ellyn, Illinois, el 5 de juny de 1947, filla de Mary Louise (de soltera Rowland) i Arthur T. Anderson. Tenia set germans i, durant els caps de setmana, estudiava pintura a l'Art Institute of Chicago i tocava amb la Chicago Youth Symphony.
Es va graduar a la Glenbard West High School. Va assistir al Mills College a Califòrnia i, després de traslladar-se a Nova York el 1966, es va graduar el 1969 a Barnard College amb un B.A. magna cum laude i Phi Beta Kappa, especialitzant-se en història de l'art. El 1972, va obtenir un M.F.A. en escultura de la Universitat de Colúmbia.
La seva primera peça d'art performàtica, una simfonia tocada amb clàxons d'automòbils, es va interpretar el 1969. El 1970, va dibuixar els còmics underground Baloney Moccasins, que va ser publicat per George DiCaprio. A principis dels anys 1970, va treballar com a professora d'art, com a crítica d'art per revistes com Artforum i va il·lustrar llibres infantils, el primer dels quals es titulava "The Package", una història de misteri només amb imatges.

## Carrera

### 1970
Anderson va actuar a Nova York durant la dècada de 1970. Una de les seves actuacions més citades, "Duets on Ice", que va realitzar a Nova York i altres ciutats d'arreu del món, consistia en tocar el violí juntament amb una gravació mentre portava patins de gel amb les ganivetes congelades dins un bloc de gel; la representació només acabava quan la glaç s'havia fondu. Dues obres primerenques, "New York Social Life" i "Time to Go", es troben a la compilació de 1977 "New Music for Electronic and Recorded Media", juntament amb obres de Pauline Oliveros i altres. Altres dues obres es van incloure a "Airwaves", una col·lecció de peces sonores de diversos artistes. També va enregistrar una conferència per a "Vision", un conjunt de xerrades d'artistes publicades per Crown Point Press com a sis LP.
Moltes de les primeres gravacions d'Anderson romanen inèdites o només es van publicar en quantitats limitades, com el seu primer senzill, "It's Not the Bullet that Kills You (It's the Hole)". Aquesta cançó, juntament amb "New York Social Life" i unes dotze més, es van gravar originalment per a ser utilitzades en una instal·lació artística que consistia en una jukebox que reproduïa les diferents composicions d'Anderson, a la Holly Solomon Gallery de Nova York. Entre els músics d'aquestes primeres gravacions hi ha Peter Gordon al saxofon, Scott Johnson a la guitarra, Ken Deifik a l'harmonica i Joe Kos a la bateria. Fotografies i descripcions de moltes d'aquestes actuacions primerenques es van incloure al llibre retrospectiu d'Anderson "Stories from the Nerve Bible".
A finals de la dècada de 1970, Anderson va fer diverses altres gravacions que es van publicar de manera privada o es van incloure en recopilatoris de música d'avantguarda, principalment en llançaments del segell Giorno Poetry Systems, dirigit pel poeta de Nova York John Giorno, un amic íntim primerenc d'Andy Warhol. El 1978, va actuar a la Nova Convention, una conferència important que va reunir moltes figures de la contracultura i estrelles musicals avantguardistes emergents, com ara William S. Burroughs, Philip Glass, Frank Zappa, Timothy Leary, Malcolm Goldstein, John Cage i Allen Ginsberg. També va col·laborar amb el comediante Andy Kaufman a finals de la dècada de 1970.

### 1980
L'any 1980, Anderson va rebre un doctorat honorari de l'Institut d'Art de San Francisco. El 1982, va ser guardonada amb una Beca Guggenheim per les Arts Creatives-Cinema. El 1987, Anderson va ser distingida amb un doctorat honorari en Belles Arts per la Universitat de les Arts de Filadèlfia.
Anderson es va fer àmpliament coneguda fora del món de l'art el 1981 amb el senzill "O Superman", originalment llançat en una quantitat limitada per One Ten Records de B. George, que finalment va arribar al número dos a les llistes britàniques. L'augment sobtat de comandes des del Regne Unit (motivat en part per la inclusió del disc a la llista de reproducció de la BBC Radio 1) va portar a Anderson a signar un contracte de set àlbums amb Warner Bros. Records, que va tornar a publicar el senzill.
"O Superman" formava part d'una obra escènica més gran titulada "Estats Units" i va ser inclosa a l'àlbum "Big Science". Abans del llançament de "Big Science", Anderson va tornar a Giorno Poetry Systems per enregistrar l'àlbum "You're the Guy I Want to Share My Money With". Anderson va gravar un costat del disc doble, amb William S. Burroughs i John Giorno gravant un costat cadascun; el quart costat presentava un solc separat per a cada artista. A això li van seguir els llançaments consecutius dels seus àlbums "Mister Heartbreak" i "United States Live", aquest últim va ser una gravació en cinc vinils (i, més endavant, quatre CDs) del seu espectacle de dues nits a la Brooklyn Academy of Music. També va aparèixer en un especial de televisió produït per Nam June Paik emès el dia de Cap d'Any de 1984, titulat "Bon dia, Sr. Orwell".
Després va protagonitzar i dirigir el film de concert del 1986 "Home of the Brave" i va compondre les bandes sonores per a les pel·lícules de Spalding Gray "Swimming to Cambodia" i "Monster in a Box". Durant aquest temps, també va contribuir amb música a "Alcestis" de Robert Wilson al American Repertory Theater a Cambridge, Massachusetts. També va presentar la sèrie de la PBS "Alive from Off Center" el 1987, després d'haver produït l'any anterior el curtmetratge "What You Mean We?" per a la sèrie. A "What You Mean We?" va presentar un nou personatge interpretat per la mateixa Anderson: "The Clone", una contrapart masculina digitalment alterada que més tard "co-presentaria" amb ella quan va fer la seva presentació a "Alive from Off Center". Elements de "The Clone" es van incorporar més tard al "titella" titular del seu treball posterior, "Puppet Motel". Aquell any, també va aparèixer a l'àlbum de Peter Gabriel "So", a la cançó "This is the Picture (Excellent Birds)".
El llançament del primer àlbum de Anderson després de "Home of the Brave", "Strange Angels" el 1989, es va retardar més d'un any perquè Anderson prengués lliçons de cant. Això es va deure a que l'àlbum tenia una orientació més musical (en termes de cant) que les seves obres anteriors.El senzill "Babydoll" va tenir un èxit moderat a les llistes de Modern Rock el 1989.

### 1990
L'any 1991, va ser membre del jurat al 41è Festival Internacional de Cinema de Berlín.En el mateix any, Anderson va aparèixer a "The Human Face", un documental d'arts dirigir per Nichola Bruce i Michael Coulson per a la televisió de la BBC. Anderson va ser la presentadora en aquest documental sobre la història del rostre en l'art i la ciència. El seu rostre va ser transformar mitjançant màscares de l'latex i efectes especials digitals mentre introduïa idees sobre la relació entre la fisonomia i la percepció. La seva carrera variada a principis de la dècada de 1990 va incloure la interpretació de veu a la pel·lícula animada "The Rugrats Movie". El 1994, va crear un CD-ROM titulat "Puppet Motel", que va ser seguit per "Bright Red", co-produït per Brian Eno, i un altre àlbum de spoken-word, "The Ugly One with the Jewels". Això va ser seguit per una aparició al senzill benèfic de 1997 "Perfect Day".
Un interval de més de mitja dècada va seguir abans del seu següent llançament d'àlbum. Durant aquest temps, va escriure un article complementari sobre el caràcter cultural de la ciutat de Nova York per a l'Enciclopèdia Britannica i va crear diverses presentacions multimèdia, destacant especialment una inspirada en "Moby-Dick" ("Songs and Stories from Moby Dick", 1999–2000). Un dels temes centrals en la obra d'Anderson és explorar els efectes de la tecnologia en les relacions i la comunicació humanes.
A partir de la dècada de 1990, Anderson i Lou Reed, a qui va conèixer el 1992, van col·laborar en diverses gravacions junts. Reed va contribuir a les cançons "In Our Sleep" de "Bright Red" d'Anderson, "One Beautiful Evening" de "Life on a String" d'Anderson i "My Right Eye" i "Only an Expert" de "Homeland" d'Anderson, que Reed també va co-produir. Anderson va contribuir a les cançons "Call on Me" del projecte col·laboratiu de Reed "The Raven", "Rouge" i "Rock Minuet" de "Ecstasy" de Reed, i "Hang On to Your Emotions" de "Set the Twilight Reeling" de Reed.
A la tardor de 1998, Artist Space, Nova York, va presentar una exposició del treball d'Anderson des de la dècada de 1970 fins a la de 1980, juntament amb el seu treball de la dècada de 1990, "Whirlwind".

### 2000
"Life on a String" va aparèixer l'any 2001, moment en el qual va signar un nou contracte amb un altre segell de Warner Music, Nonesuch Records. "Life on a String" va ser una mescla de noves obres (incloent una cançó que recorda la mort del seu pare) i obres de la presentació de Moby Dick. El 2001, va enregistrar la versió llibre àudio de la novel·la "The Body Artist" de Don DeLillo. Anderson va realitzar una gira interpretant una selecció de les seves peces musicals més conegudes el 2001. Una d'aquestes actuacions es va gravar a Nova York una setmana després dels atacs de l'11 de setembre de 2001 i va incloure una interpretació de "O Superman." Aquest concert es va llançar al principi de 2002 com a doble CD "Live in New York".
El 2003, Anderson es va convertir en l'artista resident de la NASA, la primera en la seva mena, la qual va inspirar la seva peça escènica "The End of the Moon". Va muntar una sèrie de espectacles temàtics i va compondre una peça per a l'Expo 2005 al Japó. El 2005, Anderson va visitar el programa espacial de Rússia, el Gagarin Cosmonaut Training Centre i el control de la missió, amb The Arts Catalyst, i va participar en l'esdeveniment "Space Soon" de The Arts Catalyst al Roundhouse per reflexionar sobre les seves experiències. Va formar part de l'equip que va crear la cerimònia d'obertura dels Jocs Olímpics del 2004 a Atenes. Més endavant aquell mateix any, va col·laborar amb la coreògrafa Trisha Brown i la cineasta Agnieszka Wojtowicz-Vosloo en el projecte multimèdia aclamat "O Zlozony/O Composite" per al Ballet de l'Òpera de París. El ballet es va estrenar a l'Òpera Garnier de París al desembre de 2004.
També el 2003, va produir àlbums amb els músics francesos La Jarry i Hector Zazou i també va actuar amb ells. L'àlbum de Zazou "Strong Currents" (2003), que va reunir diversos solistes coneguts, la destaca juntament amb Melanie Gabriel, Irene Grandi i Jane Birkin, entre d'altres.
El 2005, la seva exposició "The Waters Reglitterized" es va inaugurar a la Sean Kelly Gallery de Nova York. Segons el comunicat de premsa de Sean Kelly, l'obra és un diari de somnis i la seva recreació literal com a obres d'art. Aquest treball, creat en el procés de reviure o reinterpretar els seus somnis mentre està desperta, utilitza el llenguatge dels somnis per investigar el somni mateix. Les peces resultants inclouen dibuixos, gravats i vídeo d'alta definició. La instal·lació va estar en funcionament fins al 22 d'octubre de 2005.
El 2006, Anderson va rebre una residència a l'Acadèmia Americana de Roma. Va narrar el documental "Andy Warhol: A Documentary Film" de Ric Burns, que es va emetre per primera vegada al setembre de 2006 com a part de la sèrie PBS American Masters. Va contribuir amb una cançó a "Plague Songs", una col·lecció de cançons relacionades amb les 10 plagues bíbliques. Anderson també va actuar a "Came So Far for Beauty", l'esdeveniment de tribut a Leonard Cohen celebrat al Point Theatre de Dublín, Irlanda, els dies 4 i 5 d'octubre de 2006. Al novembre de 2006, va publicar un llibre de dibuixos basat en els seus somnis, titulat "Night Life".
El material de "Homeland" es va interpretar en petits espectacles de treball en progrés a Nova York al llarg del maig de 2007, destacant especialment al Highline Ballroom els dies 17 i 18, recolzada per un quartet musical i va incorporar il·luminació espontània i visuals de vídeo en viu, mesclats en directe per Willie Williams i Mark Coniglio, respectivament, enriquint les actuacions. Una gira europea de la tasca en curs "Homeland" es va desenvolupar, incloent actuacions els dies 28 i 29 de setembre de 2007 al Teatre Olympia de Dublin; del 17 al 19 d'octubre al Melbourne International Arts Festival; i a Rússia, a la sala de concerts Moscow Dom Muzyky, el 26 d'abril de 2008. L'obra va ser representada a l'altra banda de l'Atlàntic a Toronto, Canadà, el 14 de juny de 2008, amb el seu marit Lou Reed, convertint "Lost Art of Conversation" en un duet amb veu i guitarra, amb el seu estil tranquil contrastant amb la interpretació tensionada d'Anderson. La "Gira Homeland" va estendre les seves actuacions a diverses ubicacions als Estats Units, com el Ferst Center for the Arts d'Atlanta, Geòrgia; el Lincoln Center for the Performing Arts de la ciutat de Nova York; i el Harris Theater for Music and Dance a Millennium Park, Chicago, Illinois. Aquests esdeveniments van ser coorganitzats pel Museum of Contemporary Art, Chicago.

### 2010
Al febrer de 2010, Laurie Anderson va estrenar una nova obra teatral titulada "Delusion" als Jocs Olímpics d'Hivern de Vancouver de 2010. Aquesta peça va ser encarregada pel Cultural Olympiad de Vancouver 2010 i pel Barbican Centre de Londres. Anderson va ser distingida amb el Premi a la Dona Destacada en les Arts Escèniques del Women's Project Theater al març de 2010. Als mesos de maig/juny de 2010, Anderson va ser la comissària del festival Vivid Live a Sydney, Austràlia, juntament amb Lou Reed. El seu nou àlbum "Homeland" es va llançar el 22 de juny. Va interpretar "Only an Expert" el 15 de juliol de 2010 al Late Show amb David Letterman, i la seva cançó "Gravity's Angel" va ser destacada al programa de televisió So You Think You Can Dance del canal Fox el mateix dia. Va aparèixer com a músic convidat en diverses pistes de l'àlbum "New History Warfare Vol. 2: Judges" del músic de jazz experimental Colin Stetson, llançat el 2011.
Anderson va desenvolupar una obra teatral anomenada "Another Day in America". Les primeres representacions públiques d'aquest treball en procés van tenir lloc a Calgary, Alberta, al gener de 2012 com a part de la temporada 2011-12 del Theatre Junction Grand i del festival d'arts anual High Performance Rodeo d'One Yellow Rabbit. Anderson va ser nomenada Artista Resident Distingida Inaugural al Experimental Media and Performing Arts Center (EMPAC) de la Rensselaer Polytechnic Institute a Troy, Nova York, al maig de 2012. Al març de 2013, una exposició del treball d'Anderson titulada "Laurie Anderson: Language of the Future, selected works 1971-2013" al Samstag Museum va ser part de l'Adelaide Festival of the Arts a Adelaide, Austràlia del Sud. Anderson va interpretar la seva peça "Duets on Ice" fora del Samstag en la nit d'inauguració.
Anderson va rebre el Doctorat Honoris Causa en Arts de l'Aalto University School of Arts, Design and Architecture el 2013. Als mesos de juny/juliol de 2013, Anderson va interpretar "The Language of the Future" i va ser comissària convidada al River to River Festival de la ciutat de Nova York. Al novembre de 2013, va ser la convidada d'honor destacada a la B3 Biennale del Moving Image a Frankfurt, Alemanya. El 2018, Anderson va contribuir amb la veu en una nova gravació de la cançó de David Bowie "Shining Star (Makin' My Love)", originalment del disc de Bowie del 1987 "Never Let Me Down". Va ser convidada a unir-se a la producció pel productor Mario J. McNulty, que sabia que Anderson i Bowie havien estat amics.
El 10 de febrer de 2019, a la 61a Gala Anual dels Premis Grammy, celebrada a Los Angeles, Anderson i el Kronos Quartet van guanyar el Premi Grammy a la Millor Interpretació de Música de Cambra/Grup Petit per "Landfall". Va ser la primera col·laboració d'Anderson amb el Kronos Quartet, el seu primer premi Grammy i el segon per al Kronos. Inspirat en la seva experiència amb l'huracà Sandy, Nonesuch Records va afirmar que "Landfall juxtaposa els electrònics exuberants i les cordes tradicionals del Kronos amb les poderoses descripcions de la pèrdua d'Anderson, des de pianos enfonsats fins a espècies animals desaparegudes i bars de karaoke holandesos."
"Chalkroom" és una obra de realitat virtual de Laurie Anderson i l'artista taiwanès Hsin-Chien Huang, en la qual el lector vola a través d'una enorme estructura feta de paraules, dibuixos i històries. "To the Moon", una col·laboració amb Hsin-Chien Huang, es va estrenar al Manchester International Festival el 12 de juliol de 2019. Una obra d'art de realitat virtual de 15 minuts, "To the Moon" permet als espectadors explorar una lluna que presenta passejos amb rucs i deixalles de la Terra en una estructura no narrativa. A més, una pel·lícula mostra el desenvolupament de la nova obra.

### 2020
Laurie Anderson va ser nomenada Professora de Poesia Charles Eliot Norton de 2021 a la Universitat Harvard i va presentar una sèrie de sis conferències titulades "Passant la guerra sense tu: Fons virtuals" al llarg dels semestres de primavera i tardor.
El 2021, Anderson va crear una exposició al segon pis del Museu Hirshhorn de Washington, D.C., titulada "El Temps" i descrita pel The New York Times com "una mena de retrospectiva no retrospectiva d'una de les artistes modernes més importants i, alhora, més desconcertants d'Amèrica."
Durant l'estiu del 2023, Laurie Anderson va crear "Mirant-se en un mirall de costat", una exposició que destaca diferents estils de les seves tècniques artístiques. En aquesta mostra d'art concreta, "tot el que veu i experimenta es reflecteix en les coses que crea". Aquesta exposició es va inaugurar al Moderna Museet, situat a Estocolm, Suècia. Des de la seva obertura, aquesta obra d'art ha estat la major exposició individual d'Anderson a Europa.
Mentre estava a Europa, Anderson es va unir a Sexmob, una banda de jazz de Nova York. Sexmob i Anderson van fer una gira per Europa on van interpretar múltiples versions de les seves cançons, afegint-hi un gir a totes elles. Aquesta gira es va veure com "un intent de desafiar la gravetat, resistir la tracció i revertir la caiguda cap avall."

## Invents
Anderson ha inventat diversos instruments musicals experimentals que ha utilitzat en les seves gravacions i actuacions. El 1977, va crear un violí amb arc de cinta que fa servir una cinta magnètica enregistrada a l'arc en lloc de crin de cavall i un capçal de cinta magnètica en el pont. A la fi dels anys noranta, va col·laborar amb Interval Research per desenvolupar un instrument que ella anomena "pau parlant", un controlador MIDI similar a un bastó de sis peus (1,8 m) que pot accedir i reproduir sons.

### Violí amb arc de cinta (Tape-bow violin)
El violí amb arc de cinta és un instrument creat per Laurie Anderson el 1977. Fa servir una cinta magnètica enregistrada en lloc de la crin de cavall tradicional a l'arc i un capçal de cinta magnètica en el pont. Anderson ha actualitzat i modificat aquest dispositiu al llarg dels anys. Es pot veure que fa servir una generació posterior d'aquest dispositiu a la seva pel·lícula "Home of the Brave" durant el segment del Late Show, en què manipula una frase enregistrada per William S. Burroughs. Aquesta versió del violí feia servir mostres d'àudio basades en MIDI, activades pel contacte amb l'arc.

### Pal parlant (Talking Stick)
EL pal parlant és un controlador MIDI similar a un bastó de sis peus. Es va utilitzar a la gira de "Moby-Dick" el 1999-2000. La va descriure en les notes del programa de la següent manera:
La pau parlant és un nou instrument que vaig dissenyar en col·laboració amb un equip de Interval Research i Bob Bielecki. És un instrument sense fils que pot accedir i replicar qualsevol so. Funciona amb el principi de la síntesi granular. Aquesta és la tècnica de trencar el so en petits segments, anomenats grans, i després reproduir-los de diferents maneres. L'ordinador reorganitza els fragments sonors en seqüències contínues o grups aleatoris que es reprodueixen en solapaments per crear noves textures. Els grans són molt curts, uns centèsims de segon. La síntesi granular pot sonar suau o irregular segons la grandària del gra i la velocitat amb què es reprodueixen. Els grans són com fotogrames de pel·lícula. Si els frenes prou, comences a sentir-los per separat.

### Filtres de veu (Voice Filters)
Un motiu recurrent en el treball d'Anderson és l'ús d'un filtre de veu elèctric de desplaçament de to que fa més greu la seva veu fins a un registre masculí, una tècnica que Anderson ha anomenat "arrastre d'àudio". Anderson ha utilitzat aquest personatge resultant durant molt de temps en la seva obra com a "veu d'autoritat" o consciència, encara que posteriorment va decidir que la veu havia perdut gran part de la seva autoritat i va començar a utilitzar-la per proporcionar comentaris històrics o sociopolítics,[53] com es fa a "Another Day in America", una peça del seu àlbum del 2010 "Homeland".
Durant molta part de la carrera d'Anderson, la veu no tenia nom o es deia la Veu de l'Autoritat, tot i que ja el 2009 es va batejar com Fenway Bergamot segons la suggerència de Lou Reed. La portada de "Homeland" mostra Anderson caracteritzada com Bergamot, amb ratlles de maquillatge negre que li donen bigoti i celles gruixudes i masculines.
A "The Cultural Ambassador", una peça del seu àlbum "The Ugly One with the Jewels", Anderson va explicar algunes de les seves perspectives sobre el personatge: 
(Anderson:) Portava molta electrònica, així que havia de seguir desembolicant-ho tot i connectant-ho, i demostrant com tot funcionava, i suposo que semblava una mica sospitós; moltes d'aquestes coses es desperten amb indicacions de programari LED que tenen noms com Atom Smasher, i així que va trigar una estona a convèncer-los que no eren una mena de sistema d'espionatge portàtil. Així que he fet bastants d'aquests concerts de música nova improvisats per a petits grups de detectius i agents de duana i havia de seguir muntant tot això, i ells escoltaven una estona i deien: Doncs, euh, què és això? I jo trauria alguna cosa com...
(Bergamot:) aquest filtre, i diria, ara això és el que m'agrada pensar com la veu de l'autoritat. I els trigarà una estona a explicar-los com l'utilitzava per a cançons que tractaven, ja sabeu, de diferents formes de control, i ells deien, ara, per què voldries parlar així? I jo mirava als equips d'assaig, i els agents secrets, i els gossos, i la ràdio a la cantonada, sintonitzada a la cobertura del Super Bowl de la guerra. I els deia, endevina una mica.

## Vida Personal
Es muda a Nova York al 1966 i actualment viu a Tribeca,Va ser parella de Lou Reed, que va conèixer al 1992 i amb qui va viure fins a la seva mort a l'octubre de 2013.

## Discografia

### Àlbums d'estudi
- Big Science (1982)
- Mister Heartbreak (1984) -- amb la col·laboració de Peter Gabriel
- Home of the Brave
- Strange Angels (1989) -- amb la col·laboració de Bobby McFerrin
- Bright Red (1994)
- Life on a String (2001)
- Homeland (2010)[54]
- Amelia (2024)

### Àlbums de "Spoken Word"
- The Ugly One with the Jewels (1995)
- Heart of a Dog (Soundtrack) (2015)

### Àlbums en directe
- United States Live (boxed set) (1984) US No. 192
- Live in New York (2002)

### Àlbums de compilació
- Talk Normal: The Laurie Anderson Anthology (2000)

### Audio llibre
- The Body Artist by Don DeLillo (2001)

### Col·laboracions
- Airwaves (1977 ~ One Ten Records); various artists compilation including three tracks by Anderson
- You're the Guy I Want to Share My Money With with William S. Burroughs and John Giorno (1981 ~ Giorno Poetry Systems)
- "This Is the Picture (Excellent Birds)" with Peter Gabriel (1986, So ~ Geffen / Charisma)
- "Design For Living," with Nona Hendryx (1983), Nona, also with Gina Schock of The Go-Go's, Valerie Simpson of Ashford & Simpson, Tina Weymouth of Tom Tom Club and Talking Heads, Nancy Wilson of Heart, and former bandmate Patti LaBelle
- "Diva" from Zoolook by Jean Michel Jarre (1984 ~ Disques Dreyfus)
- "Speak My Language" (1993; Faraway, So Close! Soundtrack ~ SBK Records / ERG)
- A Chance Operation: The John Cage Tribute with text by John Cage (1993 ~ Koch International Classics)
- "Enquanto Isso" with Marisa Monte (1994, Verde, anil, amarelo, cor de rosa e carvão ~ EMI-Odeon) (1994, Rose and Charcoal ~ Blue Note Records)
- "Una hoja, una raiz (One Leaf, One Root)" with Diego Frenkel (La Portuária) and Aterciopelados (1996, Silencio=Muerte: Red Hot + Latin ~ H.O.L.A Records)
- "Je me souviens" by Jean Michel Jarre (2000, Métamorphoses ~ Sony Music)
- "Gentle Breeze" with Lou Reed (2004, Mary Had a Little Amp – a preschool education benefit CD ~ Epic)
- "The Fifth Plague (the Death of Livestock)" (2006, Plague Songs ~ 4AD)
- The Stone: Issue Three with John Zorn and Lou Reed (2008 ~ Tzadik)
- "The Electrician" (2009, Music Inspired by the Film Scott Walker: 30 Century Man ~ Lakeshore Records)
- Femina by John Zorn (2009 ~ Tzadik)
- New History Warfare Vol. 2: Judges by Colin Stetson (2011 ~ Constellation)
- "Rely on Me" with Jean Michel Jarre (2015, Electronica 1: The Time Machine ~ Columbia)
- Landfall (2018) (with Kronos Quartet) (BE #146, NL #186, PT #36)
- Songs from the Bardo (2019) (with Tenzin Choegyal and Jesse Paris Smith)

### Singles
- "O Superman" (1981) No. 28 AUS; No. 2 UK; BE (Vl) No. 19; IRL No. 11; NL No. 10; NZ No. 21
- "Big Science" (1981)
- "Sharkey's Day" (1984)
- "Language Is a Virus" (1986) No. 96 AUS;
- "Strange Angels" (1989)
- "Babydoll" (1989) No. 7 US Modern Rock
- "Beautiful Red Dress" (1990)
- "In Our Sleep" (1994)
- "Big Science 2" (2007)
- "Mambo and Bling" (2008)
- "Only an Expert" (2010)

El senzill "Sharkey's Day" va ser durant molts anys la cançó principal de Lifetime Television. Anderson també va gravar diversos senzills de llançament limitat a finals de la dècada de 1970 (molts d'ells editats des de la Holly Soloman Gallery), i cançons d'aquests senzills van ser incloses en diverses recopilacions, com ara "The Nova Convention" de Giorno Poetry Systems i "You're the Guy I Want to Share My Money With". Al llarg dels anys, ha col·laborat en enregistraments d'altres músics com Peter Gabriel, Lou Reed i Jean Michel Jarre. També va contribuir amb les lletres de l'àlbum de Philip Glass "Songs from Liquid Days" i va fer una peça de paraules parlades per a un àlbum tribut en honor a John Cage.

### Pel·lícules
- Dearreader: How to Turn a Book Into a Movie – 1974
- Closed Circuit [de] – 1983
- Home of the Brave: A Film by Laurie Anderson – 1986
- What You Mean We? – 1987
- Hotel Deutschland – 1992
- The Rugrats Movie – 1998 (as a character voice)
- Laurie Anderson: On Performance: ART/new york No. 54 – 2001
- Life on a String – 2002
- Hidden Inside Mountains – 2006
- Heart of a Dog – (2015)
- Feminists: What Were They Thinking? – (2018)
- Sisters with Transistors – (2020) - narrator

## Premis i Nominacions
| Premi                                        | Any       | Nominats                                 | Categoria                                                          | Resultat   | Ref.   |
| -------------------------------------------- | --------- | ---------------------------------------- | ------------------------------------------------------------------ | ---------- | ------ |
|                                              |           |                                          |                                                                    |            |        |
| Adelaide Film Festival                       | 2015      | Heart of a Dog                           | Best Documentary                                                   | Guanyadora | [ 55 ] |
| Chicago International Film Festival          | 2015      | Heart of a Dog                           | Best Documentary                                                   | Guanyadora | [ 55 ] |
| Cinema Eye Honors Awards                     | 2016      | Heart of a Dog                           | Outstanding Achievement in Original Music Score                    | Guanyadora | [ 55 ] |
| Cinema Eye Honors Awards                     | 2016      | Heart of a Dog                           | Outstanding Achievement in Direction                               | Nominada   | [ 55 ] |
| Cinema Eye Honors Awards                     | 2016      | Heart of a Dog                           | Outstanding Achievement in Graphic Design or Animation             | Nominada   | [ 55 ] |
| Deutsche Schallplatten Prize                 | 2001      | Life on a String                         | Deutsche Schallplatten Prize                                       | Guanyadora | [ 56 ] |
| Film Independent Spirit Awards               | 2016      | Heart of a Dog                           | Best Documentary Feature                                           | Nominada   | [ 55 ] |
| Edison Awards                                | 1983      | Big Science                              | Extra International                                                | Guanyadora | [ 57 ] |
| Grammy Awards                                | 1985      | "Gravity's Angel"                        | Best Instrumental Arrangement Accompanying Vocal(s)                | Nominada   | [ 58 ] |
| Grammy Awards                                | 1991      | Strange Angels                           | Best Alternative Music Performance                                 | Nominada   | [ 58 ] |
| Grammy Awards                                | 2011      | "Flow"                                   | Best Pop Instrumental Performance                                  | Nominada   | [ 58 ] |
| Grammy Awards                                | 2019      | "Landfall"                               | Best Chamber Music/Small Ensemble Performance                      | Guanyadora | [ 58 ] |
| Grammy Awards                                | 2021      | Songs from the Bardo                     | Best New Age Album                                                 | Nominada   | [ 58 ] |
| Grammy Awards                                | 2024      | Words & Music, May 1965 – Deluxe Edition | Best Historical Album                                              | Pendent    | [ 59 ] |
| Gotham Awards                                | 2015      | Heart of a Dog                           | Best Documentary                                                   | Nominada   | [ 55 ] |
| Gotham Awards                                | 2015      | Heart of a Dog                           | Audience Award                                                     | Nominada   | [ 55 ] |
| La Roche-sur-Yon International Film Festival | 2015      | Heart of a Dog                           | Prix Nouvelles Vagues Acuitis                                      | Nominada   | [ 55 ] |
| Locarno International Film Festival          | 2005      | Hidden Inside Mountains                  | Golden Leopard - Video                                             | Nominada   | [ 55 ] |
| Locarno International Film Festival          | 2015      | Herself                                  | Lifetime Achievement Award                                         | Guanyadora | [ 60 ] |
| Locarno International Film Festival          | 2022      | Herself                                  | Vision Award Ticinomoda                                            | Guanyadora | [ 61 ] |
| Charles Eliot Norton Lectures                | 2021–2022 | Herself                                  | Charles Eliot Norton Professorship of Poetry at Harvard University | Guanyadora |        |
| Tenco Prize                                  | 2001      | Herself                                  | Tenco Prize for Songwriting                                        | Guanyadora | [ 56 ] |
| Tribeca Film Festival                        | 2006      | Hidden Inside Mountains                  | Best Narrative Short                                               | Nominada   | [ 55 ] |
| Tromsø International Film Festival           | 2016      | Heart of a Dog                           | Aurora Award                                                       | Guanyadora | [ 55 ] |
| Venice Film Festival                         | 2015      | Heart of a Dog                           | Lina Mangiacapre Award                                             | Guanyadora | [ 55 ] |
| Venice Film Festival                         | 2015      | Heart of a Dog                           | Golden Lion                                                        | Nominada   | [ 55 ] |
| Venice Film Festival                         | 2015      | Heart of a Dog                           | Green Drop Award                                                   | Nominada   | [ 55 ] |
| Wolf Prize                                   | 2017      | Herself                                  | Award for Art                                                      | Guanyadora | [ 62 ] |